# Багала (судно)

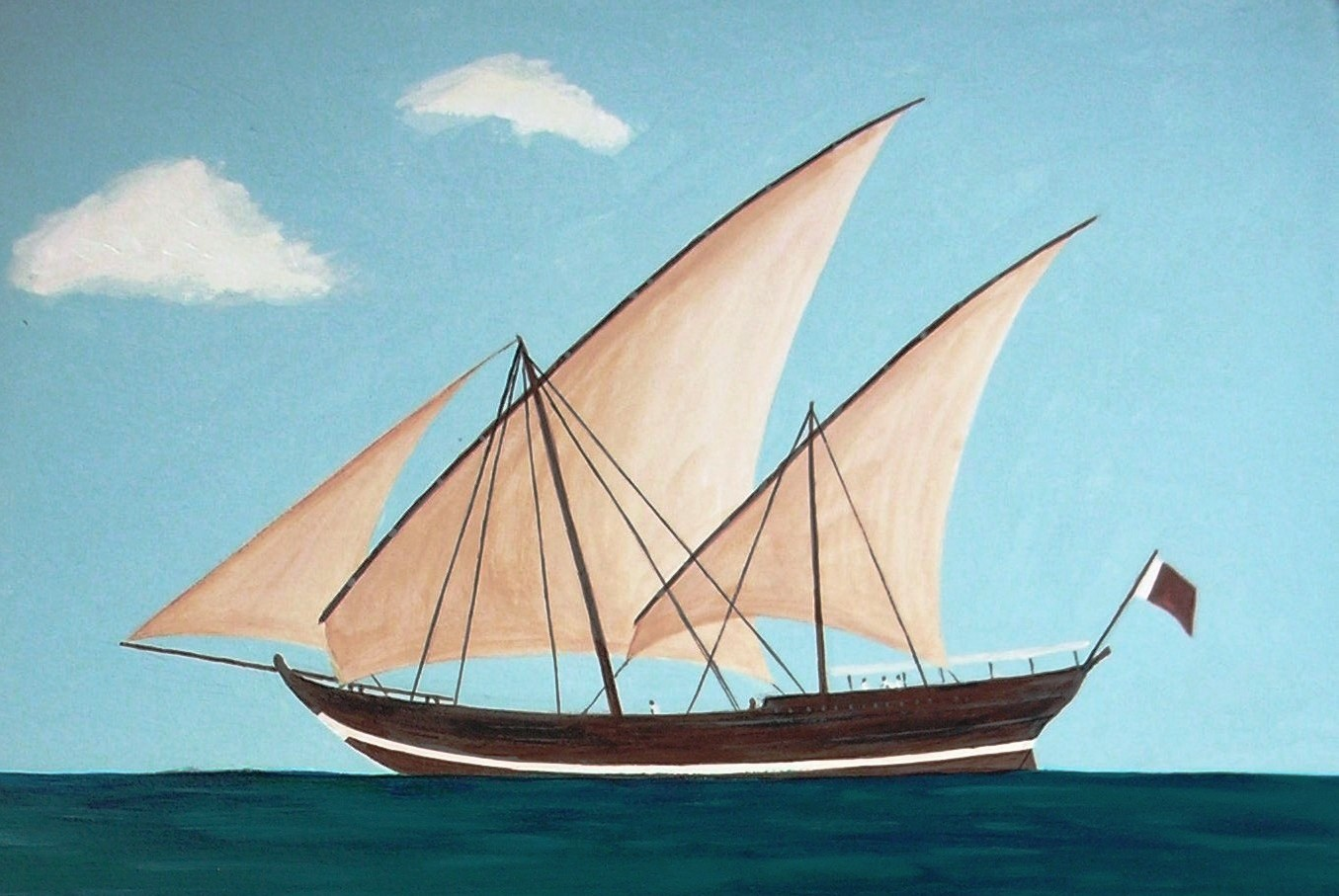
Багала в плавании

Багала (араб. بغلة‎, baghl — мул) — небольшое арабское полуторамачтовое судно с косым парусным вооружением. Багала относится к судам типа доу (дау, дхау). Появилось в VIII—IX веках, применялось с конца XVI по XIX век в рыболовно-промысловых, транспортно-грузовых и военных целях. Некоторые суда этого типа были известны вплоть до середины XX века, в несколько изменённом виде встречаются и по сей день.

## Конструкция
Обычно багала имела водоизмещение от 100—400 тонн, несла на грот-мачте и на малой бизань мачте паруса трапециевидной формы. Длина судна составляла 30—40 метров, ширина 6—8, высота борта 3—5, грузоподъёмность от 150 тонн и более.
Материалом корпуса служил тик, его обшивка выполнялась внагладь, подводная часть пропитывалась специальной смесью жира и извести, за счёт чего срок службы мог превышать 100 лет. Как правило, геометрия обводов корпуса могла быть охарактеризована скруглёнными шпангоутами и сильно наклонённым вперёд форштевнем, протяжённость которого достигала до трети общей длины всего судна, а бушприт в виде толстого бруса выдавался далеко вперёд. Кормовая часть имела приподнятую форму и могла нести на себе галереи и балконы с окнами, которые украшались яркой окраской и художественной резьбой. На корме располагались помещения для пассажиров, рулевого и шкипера.
На багалах военного и пиратского назначения вдоль бортов устанавливались лёгкие артиллерийские орудия, для ведения огня из них фальшборт снабжался орудийными портами. Нередко, для усиления психологического эффекта, на фальшбортах дорисовывали ряд лацпортов, якобы скрывающих несуществующие орудия. Современные багалы часто оснащаются силовой установкой.

## Исторические сведения
В Средние века арабские торговцы достигали на своих багалах китайского побережья. В 1980—1981 годах британский путешественник Тим Северин построил реплику арабской багалы и прошёл на ней по древнему маршруту средневековых купцов.